# Yūko Kakazu
Yūko Kakazu (嘉数 悠子, Kakazu Yūko) est une astronome japonaise. Sa spécialité est la formation et l'évolution des galaxies,. Elle est chargée des relations publiques pour le télescope Subaru à l'observatoire NAOJ à Hawaii,,,,. 

## Petite enfance et éducation
Yūko Kakazu est née et a grandi à Okinawa, au Japon,. Sa participation à un camp spatial parrainé par la NASA l'a inspirée à poursuivre une carrière liée à l'astronomie,. Après avoir obtenu son diplôme au Lycée Okinawa Shogaku, elle a commencé ses études à la Graduate School of Science et à la Faculté des Sciences de l'Université de Tohoku. Bien qu'elle soit initialement au Département de Chimie, elle est mutée au département de physique,. Après avoir obtenu sa licence à l'Université Tohoku, elle obtient sa maîtrise et son doctorat en astronomie à l'Université d'Hawaii à Manoa. 

## Carrière et recherche
Elle occupe des postes de recherche en astronomie à l'Institut d'astrophysique de Paris (à partir de 2008), au California Institute of Technology (à partir de 2010) et à l'Université de Chicago (à partir de 2011),. Elle commence à occuper son poste actuel à l'observatoire NAOJ à Hawaii et au télescope Subaru en septembre 2013,. Ses recherches portent sur la formation et l'évolution des galaxies, composants fondamentaux de notre univers,. 